# Gnamptodon pilosus
Gnamptodon pilosus är en stekelart som först beskrevs av Van Achterberg 1983.  Gnamptodon pilosus ingår i släktet Gnamptodon och familjen bracksteklar. Inga underarter finns listade i Catalogue of Life.